# Serranochromis altus
Serranochromis altus ist eine große Buntbarschart, die im oberen Sambesi in Sambia, sowie im Einzugsbereich des Okavango in Botswana und Namibia vorkommt.

## Merkmale
Die Fischart hat einen hochrückigen Körper und kann eine Länge von 56 cm und ein Maximalgewicht von 3,9 kg erreichen, die Durchschnittslänge adulter Exemplare liegt bei etwa 30 cm. Die Standardlänge liegt beim 2,3 bis 3,1-fachen der Körperhöhe. Das Kopfprofil ist über den Augen deutlich eingebuchtet. Das Maul ist stark vorstülpbar (protraktil). Serranochromis altus ist silbrig, olivgrau oder grau gefärbt, der Rücken ist dunkler, in der Regel olivgrau, die Oberseite des Kopfes ist noch dunkler als der Rücken. Bauch und Brust sind weißlich. Auf den Flanken befinden sich 5 bis 9 nur schwach sichtbare senkrechte Streifen. Die Schuppenränder sind grau, braungrau oder olivfarben und bei geschlechtsreifen Exemplaren in der Regel dunkler als bei jüngeren. Kopf und Brust geschlechtsreifer Exemplare sind grünlich bis olivfarben und bei den Männchen dunkler als bei den Weibchen. Der Kopf ist bis auf einige manchmal vorhandene graubraune, olivfarbene oder schwärzlich Flecken auf Wangen oder Kiemendeckel weitgehend ungemustert. Die Iris ist bei Jungfischen orange oder goldbraun. Die Brustflossen sind transparent und ungefleckt. Die Rückenflosse ist am Rand und in ihrem weichstrahligen Abschnitt orangefarben oder gelblich. Die Afterflosse ist an der Basis silbrig bis hellblau und am äußeren Rand gelblich. Die Schwanzflosse der Weibchen und unreifen Männchen ist rosa oder rötlich; die der Männchen ist silbrig, rosa oder indigofarben mit dunkelroten, purpurfarbene oder indigofarbenen Flecken. Beide Geschlechter tragen auf der Afterflosse 30 bis 40 große, rosafarbene oder orange Eiflecke, die jeweils von einem transparenten oder weißlichen, bei sich fortpflanzenden Fischen teilweise schwarzen Ring umgeben sind. Die Bauchflossen der Weibchen und von jungen Männchen sind gelb bis orange, die von geschlechtsreifen Männchen sind schwarz.
- Flossenformel: Dorsale XV–XVI/15–18; Anale III/11–13, Pectorale 13–15.
- Schuppenformel 22–24/16–18 (SL)
- Kiemenrechen: 11–13[1]

Insgesamt ähnelt Serranochromis altus damit Serranochromis angusticeps hat aber im Unterschied zu dieser Art einen ungemusterten Kopf.

## Lebensweise
Serranochromis altus hält sich oft in der Nähe oder zwischen dichter Vegetation auf und ist vor allem während der Dämmerung und in der Nacht aktiv. Er ist ein sich vor allem piscivor ernährender Raubfisch. Bei Magenuntersuchungen fand man Überreste von Flohkrebsen, Muschelkrebsen, Zehnfußkrebsen, Eintagsfliegenlarven, Nilhechten, Salmlern, kleinen Karpfenfischen, den Glaswels Schilbe mystus, Leuchtaugenfische, Buschfische sowie die Buntbarsche Pseudocrenilabrus philander, Sargochromis codringtonii und Tilapia sparrmanii. Serranochromis altus vermehrt sich vor der von Dezember bis Januar dauernden Regenzeit. Wie alle Serranochromis-Arten ist Serranochromis altus ein Maulbrüter.

## Belege
1. 1 2 3 4 5  K. O. Winemiller, L. C. Kelso-Winemiller: Serranochromis altus, a New Species of Piscivorous Cichlid (Teleostei: Perciformes) from the Upper Zambezi River. Copeia, 1991(3), pp. 675–686